# The Dirty Jobs
Pour les articles homonymes, voir Dirty et Jobs.
Pistes de Quadrophenia
I'm One Helpless Dancer
The Dirty Jobs est la septième chanson de l'opéra-rock Quadrophenia des Who, paru en 1973.

## Caractéristiques
Cette chanson conte les efforts du personnage principal de l'album, Jimmy, pour gagner sa vie en travaillant. Pete Townshend, auteur et compositeur de la chanson, l'explique en ces termes :
« Suffisamment désenchanté par son ancienne religion, le Rock'n'Roll, il prend un travail d'éboueur. Malheureusement, ses opinions d'extrême-gauche ne sont pas appréciées par ses collègues, et il passe à de plus grandes choses. Il n'y avait pas d'effets sonores pour évoquer la puanteur environnante, alors nous avons utilisé un ensemble de cuivres. Assez incongru? »
Ce titre présente une grande richesse sonore, avec de nombreux instruments différents. En plus du groupe en lui-même, on peut entendre des synthétiseurs, des cordes, et du piano. Ce dernier instrument est joué par Chris Stainton. On peut entendre un orchestre jouer de la musique militaire sur la fin.

## En concert
Ce titre ne fut joué qu'une seule fois lors de la tournée Quadrophenia, le 28 octobre 1973. Il ne fut pas repris avant la tournée de 1996, et enfin lors du Quadrophenia Tour en 2012 et 2013.